# دونگار
دونگار (به لاتین: Donggar) یک شهرک در جمهوری خلق چین است که در منظقه دویلونگدچن واقع شده‌است. دونگار ۸۵ کیلومتر مربع مساحت و ۹٬۳۵۹ نفر جمعیت دارد.